# 馬利尼夫卡 (普斯托梅特區)
49°42′23″N 23°49′53″E / 49.70639°N 23.83139°E
馬利尼夫卡（烏克蘭語：Малинівка），是烏克蘭西部的村莊，隸屬利維夫州的利維夫區。該村面積0.45平方公里，海拔高度291米，2001年人口182，人口密度每平方公里404.44人。